# دينا سليمان
دينا سليمان هي كاتبة مصرية ولدت بمدينة الاسكندرية وتخرجت من قسم الجرافيك بكلية الفنون الجميلة جامعة الإسكندرية عام 2009، وتعمل في مجال تصميم الجرائد والمجلات وأغلفة الكتب، نُشرت لها العديد من المجموعات القصصية والمسرحية، وكانت واحدة من مؤسسات صالون «تاء الخجل الثقافى السكندرى» عام 2010.

## مؤلفاتها
- إشعال ذاتى: مجموعة قصصية صدرت عام 2011 عن دار ضمة للنشر والتوزيع، وحوت 16 قصة قصيرة كان من بينها (الراقصة لا تجالس الزبائن)، و(الحذاء الجديد) و(الحب في دورات المياه)، و(ثقب كبير).[2]
- فعل مؤنث منتصب: مجموعة قصصية صدرت عام 2014 عن الهيئة المصرية العامة لقصور الثقافة.[3]
- العرايس (ومسرحيات أخرى): مجموعة مسرحية صدرت عام 2017.[4][5]
- بنت يعقوب: مجموعة قصصية صدرت عام 2018 عن الهيئة المصرية العامة لقصور الثقافة، وضمت عددًا من القصص منها (ما قبل الأزرق)، و(من؟)، و(أوراق الشاي)، و(تدريبات على البعث)، و(ما بعد العهد).[6][7]

## الجوائز
حصلت دينا سليمان على جائزة التأليف الدولية بمهرجان هايدلبرج للمسرح بألمانيا عن النص المسرحى (العرايس) عام 2012، كما فازت في عام 2014 بالمركز الأول في المسابقة المركزية التي أقامتها هيئة قصور الثقافة المصرية (دورة صبرى موسى) عن مجموعتها القصصية (فعل مؤنث منتصب)، واحتلت المركز الثانى في مسابقة ربيع مفتاح الادبية عن قصة (مقهى الصلصال) عام 2015، وفازت مجموعتها القصصية (بنت يعقوب) عام 2017 بالمركز الأول في مسابقة جريدة أخبار الأدب، واحتلت في نفس العام المركز الرابع في مسابقة مركز رامتان الثقافى عن قصة (شق النمل)، كما حصلت عام 2017 على المركز الأول في مسابقة ربيع مفتاح الادبية عن قصة (سبت الساحرات).